# 9011 Angelou
9011 Angelou è un asteroide della fascia principale. Scoperto nel 1984, presenta un'orbita caratterizzata da un semiasse maggiore pari a 2,3479346 UA e da un'eccentricità di 0,2408681, inclinata di 2,08607° rispetto all'eclittica.